# Martins Creek (Pensilvania)
Martins Creek es un área no incorporada ubicada en el condado de Northampton en el estado estadounidense de Pensilvania. Se encuentra en el Municipio de Lower Mount Bethel.

## Geografía
Martins Creek se encuentra ubicada en las coordenadas 40°47′00″N 75°11′11″O / 40.78333, -75.18639